# Українізація військових частин російської армії в 1917 році

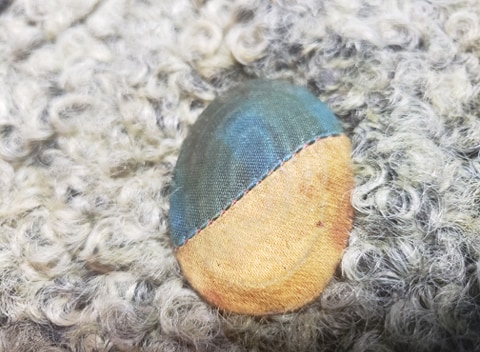
Кокарда Українізованих частин колишньої російської імператорської армії

Українізація військових частин російської армії — процес утворення українських військових формувань у складі Російської імператорської армії з метою подальшого створення на їх основі українських національних збройних сил за доби Української Центральної Ради. Процес тривав від березня до кінця 1917 року й отримав фактичним продовженням вже війну проти більшовицької та білогвардійської Росії. Став одним з ключових чинників проголошення незалежності Української Народної Республіки.

## Передумови
У лютому 1917 року в Російській імперії було повалено самодержавство, до влади прийшов Тимчасовий уряд й було проголошено Російську республіку. Усю колишню імперію охопила революційна ейфорія, сповнена надій на встановлення справедливого ладу й розв'язання болючих національних та соціальних проблем, які було накопичено за царату. У цей переломний час, щоб згуртувати українські національні сили, у Києві 4 (17) березня було створено широкопредставницьку громадську структуру з представників політичних, наукових, освітніх, студентських, кооперативних та інших організацій — Українську Центральну Раду (УЦР), головою якої було обрано видатного історика професора М. Грушевського і яка виступала за демократизацію громадсько-політичного життя, подолання національних і соціальних проблем, надання Україні широкої автономії в рамках нової, вільної Росії.

## Початок

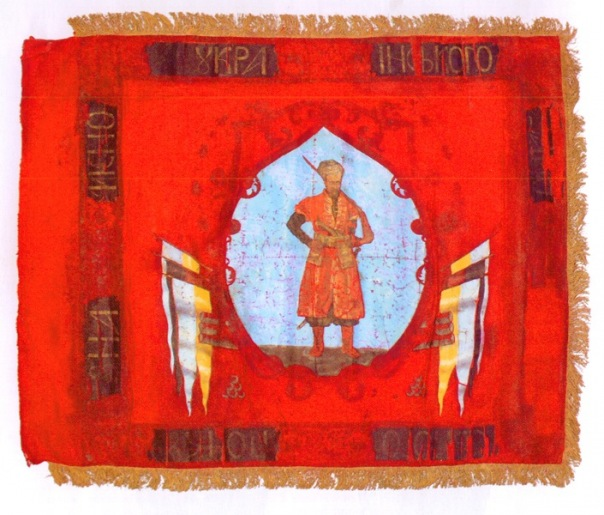
Прапор Українського Запорозького полку, сформованого в Москві з солдатів-українців місцевої залоги

Революційна хвиля не оминула й Російську імператорську армію, в якій служило тоді близько 4.000.000 українців. Уже 9 (22) березня в Києві з ініціативи адвоката, офіцера окружного суду поручика М. Міхновського відбулося віче українців, офіцерів й солдатів місцевого гарнізону, яке ухвалило рішення вважати себе Українською військовою радою і в цьому статусі направити до Тимчасового уряду в Петрограді офіційне звернення з вимогою надати автономію Україні. Через тиждень у Києві було засновано громадсько-політичну організацію Український військовий клуб імені гетьмана Павла Полуботка, який взяв у свої руки організацію «власної національної армії, яко могутньої своєї мілітарної сили, без якої не можна й подумати про здобуття повної волі України», ставши по суті своєрідним ідеологічним і політичним центром цього процесу. А розв'язанням різноманітних поточних питань мав займатися створений у той же час Український військовий організаційний комітет, який у своїй діяльності підпорядковувався вказівкам Клубу. Клуб очолив поручик М. Міхновський, а Комітет — полковник М. Глинський.
За закликом полуботківців починається активне творення різноманітних організацій вояків-українців по всіх фронтах і арміях та у великих тилових гарнізонах. Так 25 березня (7 квітня) у Петрограді пройшла 20-ти тисячна маніфестація вояків-українців столичного гарнізону, які вийшли на вулиці з національними прапорами. 7 (20) квітня аналогічна акція відбулась в Москві. Її організував місцевий Український військовий клуб. У квітні було створено Українську раду на Західному фронті, яку очолив С. Петлюра, тоді уповноважений Всеросійського союзу земств, який займався постачанням армії. Українську раду на чолі з поручиком О. Болонським було створено в 12-й армії, яка тримала фронт у районі Риги і в складі якої налічувалося близько 120 тис. українців. Географія національного руху українців у російській армії чимдалі ширилася. Українські військові ради, громади, комітети, товариства тощо діяли на всіх фронтах та в більшості тилових гарнізонів; різноманітні демонстрації, віча, з'їзди, мітинги відбувалися навіть у таких віддалених від України регіонах, як Фінляндія, Кавказ, Чорноморське узбережжя Туреччини, Сибір, Далекий Схід та Маньчжурія.
18 квітня (1 травня) 1917 року на Сирецькому полі в Києві відбулося «свято перших квітів», у якому взяли участь солдати-українці дислокованих у місті російських частин. Саме тут близько 3 тисяч вояків київського етапно-розподільного пункту оголосили себе 1-м Українським козацьким імені гетьмана Богдана Хмельницького полком. За декілька днів було здійснено необхідні організаційні заходи й утворено кадрові гарматний, кінний, кулеметний та інженерний відділи; були сподівання невдовзі на базі частини розгорнути цілу дивізію. Полк складався з 16 сотень й налічував 3574 вояка. Командиром було обрано штабс-капітана Д. Путника-Гребенюка. Однак російське командування відмовилося визнати полк, звинувачуючи богданівців у тому, що вони в такий спосіб намагаються відсидітись в тилу й ухилитись від участі в бойових діях. Командувач Південно-Західного фронту генерал О. Брусилов погрожував силою розігнати «дезертирів», однак під тиском революційної ситуації вже через три дні мусив піти на поступки, погодившись зі створенням української військової частини на добровольчій основі чисельністю 500 осіб.

## І Всеукраїнський військовий з'їзд
Для того щоб згуртувати та спрямувати в єдине річище потужний, але великою мірою стихійний патріотичний рух українців у російській армії, у Києві 5-8 (18-21) травня 1917 року було проведено I Всеукраїнський військовий з'їзд. У ньому взяли участь понад 700 делегатів, які представляли майже 1 мільйон військовиків. Делегати виступили за автономію України в рамках федеративної Росії та «негайну націоналізацію армії на національно-територіальному принципі». Крім того, вони висунули вимогу, щоб Чорноморський флот і надалі поповнювався виключно українцями (на той момент близько 65 % відсотків його особового складу були українцями), а на Балтійському флоті укомплектувати українцями команди кількох бойових кораблів. З'їзд поставив питання про запровадження української мови у військах. Її мали використовувати в національних частинах, нею повинні були друкувати підручники, статути та іншу фахову літературу, нею мали викладати в національних військових школах.
Для практичної реалізації зазначених вимог з'їзд постановив утворити при Центральній Раді Український генеральний військовий комітет (УГВК) у складі початково 18 членів на чолі з С. Петлюрою. Перший день роботи УГВК 9 (22) травня згодом було визнано святом відродження української армії. Діяльність Комітету була спрямована на створення нових українських військових частин, навіть усупереч забороні російського командування. Передусім було розбудовано вже наявний 1-й полк імені Б. Хмельницького, чисельність якого збільшилася до 3200 вояків. Він складався з трьох піших куренів по чотири сотні в кожному, а також мав окремі кулеметну, кінну, зв'язкову та господарську сотні. Новим командиром полку став Ю. Капкан, делегат І Всеукраїнського військового з'їзду від вояків-українців саратовського гарнізону. Водночас без погодження з російською владою почалося створення нових добровольчих (охочекомонних) українських частин. Таким чином, зокрема, постали:
- 2-й піший імені гетьмана П. Полуботка полк (Київ);
- Піший імені гетьмана П. Дорошенка полк (Чернігів);
- Піший імені гетьмана П. Дорошенка полк (Сімферополь);
- Піший імені Т. Шевченка полк (Хмільник);
- Піший імені гетьмана П. Сагайдачного полк (Житомир);
- Полк імені І. Гонти (Умань);
- запасний український полк (Москва);
- запасний український полк (Москва);
- 2-й український запасний полк (Харків);
- курінь імені Т. Шевченка (Двінськ/Даугавпілс, Латвія)

## ІІ Всеукраїнський військовий з'їзд
Відверто вороже ставлення до українського руху з боку Тимчасового уряду та військового керівництва спонукали УГВК до скликання ІІ Всекраїнського військового з'їзду, який, незважаючи на заборону Петрограда, 5 (18) червня 1917 року розпочав свою роботу. До Києва цього разу прибуло вже 2,5 тис. делегатів, котрі представляли близько 2 млн вояків-українців. Вони висунули перед Центральною Радою вимогу припинити балачки й «негайно приступити… до фактичного переведення в життя підстав автономного ладу, яко єдиного способу врятувати Україну і всю Росію від безладдя та загибелі». Далі делегати, заслухавши звіт УГВК, доручили йому якомога швидше розробити детальний план українізації війська та затвердили статут українських військових громад. Також з'їзд зобов'язав усі українські військові організації та окремих вояків-українців неухильно виконувати розпорядження УГВК, який на пропозицію С. Петлюри було доповнено 10 новими членами. Одночасно було обрано Тимчасову військову раду у складі 130 осіб, котрі ввійшли до складу Центральної Ради.
Тверда позиція військовиків змусила українських політиків урешті наважитися на проголошення автономії. 10 (23) червня 1917 р., в останній день роботи ІІ Всеукраїнського військового з'їзду, Центральна Рада ухвалила свій І Універсал, яким сповіщала, що «однині самі будемо творити наше життя». 15 (28) червня УЦР сформувала свій виконавчий орган, фактично автономний уряд — Генеральний секретаріат на чолі з В. Винниченком. Серед інших відомств у його складі було створено й Генеральний секретаріат з військових справ під проводом С. Петлюри, голови Українського генерального військового комітету.
Проголошення української автономії та поява власного уряду припали якраз на фінальну стадію підготовки наступальної операції російського Південно-Західного фронту (так званий «наступ Керенського»), яка, у свою чергу, мала стати ключовою частиною загального стратегічного наступу російських військ по всій лінії фронту від Балтійського до Чорного моря. Однак, попри перші досить значні успіхи, внаслідок різкого падіння рівня дисципліни вояків, які відмовлялися виконувати накази командирів і масово мітингували, цей наступ обернувся повною катастрофою і цілковитою втратою раніше зайнятої Східної Галичини.
У розпал боїв до Києва прибула делегація міністрів Тимчасового уряду, яка благала Центральну Раду масовою й самочинною українізацією «не розвалювати спільного фронту», пропонуючи, натомість, за певних умов визнати УЦР, як свій представницький, а Генеральний Секретаріат — виконавчий орган у краї. Прагнучи домогтися легітимізації від петроградського уряду, діячі Ради вирішили піти на компроміс і фактично відмовилися від керівництва процесом українізації війська, який стрімко набирав обертів. За результатами переговорів 3 (16) липня УЦР оприлюднила ІІ Універсал. У цьому, зокрема, йшлося:
|  | Що торкається комплектування військових частей, то для сього Центральна Рада матиме своїх представників при кабінеті Військового Міністра, при Генеральному Штабі і Верховному Головнокомандуючому, які будуть брати участь в справах комплектування окремих частин виключно українцями, поскільки таке комплектування по опреділенню Військового Міністра, буде являтись з технічного боку можливим без порушення боєспособності армії. |

Іншими словами, УЦР повністю передала росіянам справу формування українських частин.
ІІ Універсал викликав обурення серед особового складу розквартированого в Києві 2-го Українського полку імені гетьмана П. Полуботка, радикально налаштовані вояки якого в ніч з 4 (17) на 5 (18) липня підняли збройне повстання. У своїй відозві вони писали:
|  | Ми, українці-козаки, не хочемо мати свободи лише на папері, або пів свободи. Після проголошення першого Універсалу (другого ми не визнаємо), ми приступаємо до зведення порядку в Україні. Для цього ми всіх росіян і ренегатів, які гальмують роботу українців, скидаємо з їх постів силою, не рахуючись з Російським Урядом. |

Однак виступ був невдалим. Здебільшого шляхом переговорів, але подекуди й силою діячі УЦР і УГВК з допомогою штабу Київського військового округу через два дні повернули заколотників до казарм, а потім дуже швидко під конвоєм відправили їх на Румунський фронт. За наказом В. Винниченка разом із полуботківцями під конвоєм було відправлено й заарештованого М. Міхновського, якого влада вважала головним ініціатором заворушень.
Саме під час виступу полуботківців на київський вокзал прибуло кілька ешелонів із новобранцями, котрі вимагали, аби їх відправили на фронт не для поповнення різноманітних російських відділів, а лише як окрему українську військову частину — 3-й Український козацький імені М. Грушевського полк. Щоб у критичний час не провокувати можливі безлади, їхню вимогу було задоволено.
Слідом за цим 26 липня (8 серпня) за наказом штабу округу на Південно-Західний фронт вирушив і 1-й Український козацький імені гетьмана Б. Хмельницького полк. Після нещодавнього виступу полуботківців ані російська влада, ані українські політики не мали довіри до українських військових частин, тому прагнули скоріше спровадити полк із Києва. На станції Пост-Волинський (сьогодні Київ-Волинський) ешелон богданівців обстріляли з кулеметів солдати-росіяни 2-го гвардійського кірасирського та 17-го донського козацького полків. Коли потяг зупинився, кірасири під проводом свої офіцерів почали бити й витягати з вагонів беззбройних богданівців, брутально лаючи та погрожуючи: «Ми вам покажемо автономію!». Водночас усіх старшин 2-го куреня було заарештовано й відправлено назад до Києва на суд. Унаслідок зрадницького й підступного нападу, за офіційними відомостями, було вбито 16 вояків-українців і ще 30 дістали поранення. Однак за свідченнями самих богданівців, їхні втрати були значно більшими — близько 100 людей загинули під час обстрілу і ще приблизно п'ятдесятьох злочинці розстріляли на місці. Тіла цих людей убивці встигли закопати до прибуття слідчої комісії, тому вони не потрапили до офіційної статистики. Центральна Рада безуспішно намагалася домогтися покарання злочинців. Похорон богданівців перетворився на велику національну маніфестацію, в якій узяло участь усе свідоме українське населення Києва. Це були перші жертви, тоді ще навіть неоголошеної війни Росії проти України.
Після того як богданівці вирушили на фронт, у їхніх казармах з тих вояків, які з різних причин залишилися на місці, почалося формування 1-го українського запасного полку, котрому невдовзі було присвоєне почесне ім'я гетьмана П. Дорошенка. Цей полк тривалий час був єдиною українською військовою частиною в Києві.

## Основний процес
В останніх боях на фронті російські дивізії виявилися цілковиту ненадійність. Деморалізовані та охоплені пацифістською пропагандою солдати не хотіли воювати, постійно мітингували, жорстоко розправлялися зі своїми командирами. На тлі дедалі глибшої деградації армії укомплектовані за національно-територіальним принципом частини виглядали значно краще, були більш вмотивованими, дисциплінованими, керованими, а отже й більш боєздатними. Це переконало російське командування вдатися до «націоналізації», сподіваючись, що це зможе вберегти армію від загального розкладення і дозволить їй продовжувати війну. Серед інших заходів Ставка верховного головнокомандування дала «добро» й на українізацію, тобто виділення вояків-українців, солдатів і офіцерів в окремі національні частини й з'єднання. Однак українізація відбувалася виключно за наказами й під контролем російської влади, оскільки 4 (17) серпня Тимчасовий уряд своєю інструкцією ліквідував у складі українського автономного уряду окреме військове відомство, Генеральний секретаріат військових справ.
Першим для українізації було визначено 34-й армійський корпус 7-ї армії Південно-Західного фронту, на чолі якого стояв генерал Павло Скоропадський, правнук гетьмана Івана Скоропадського. За наказом командувача фронту генерала Л. Корнілова він 18 (31) липня розпочав відповідну реорганізацію свого з'єднання, яке для цього було знято з фронту й переведено в район м. Меджибіж на Поділлі. Усіх росіян належало відправити до сусіднього 41-го корпусу, а на їхнє місце мали приходити вояки-українці, яких переводили з інших частин. Однак генерал П. Скоропадський залишив при собі всіх «хороших» росіян, офіцерів і посадових солдатів. Як він сам пізніше зізнався, «це моє рішення створило мені купу неприємностей», адже російська меншість постійно провокувала внутрішні конфлікти й саботувала виконання розпоряджень української влади. З початком українізації 34-й корпус став іменуватись 1-м українським, а його 104-та та 153-тя дивізії — відповідно 1-ю і 2-ю українськими. Командували ними генерали Я. Гандзюк і В. Клименко. Наприкінці жовтня реорганізацію загалом було завершено і корпус був готовий до відправлення на фронт. На цей час у його складі налічувалось близько 60 тис. вояків.
На Південно-Західному фронті українізації підлягав також 6-й армійський корпус 11-ї армії. Проте цей процес тут відбувався дещо інакше. Росіяни залишалися на місці, а всіх вояків-українців у вересні 1917 р. виділили в новий 51-й корпус, перейменований невдовзі на 2-й Січовий запорізький. Для реорганізації з'єднання планували зняти з фронту й перевести в район м. Летичева, однак унаслідок браку свіжих військових замінити його було ніким, тому українізація частини відбувалась не в умовах тилу, а прямо на бойових позиціях. Наприкінці листопада командиром корпусу було призначено генерала Г. Мандрику, а командирами дивізій: 4-ї генерала О. Осецького, 5-ї — генерала О. Поджіо.
Також на Південно-Західному фронті було українізовано 9-ту кавалерійську дивізію, яка стала іменуватись 3-ю Сердюцькою кінною. У 5-му армійському корпусі з'явилися 1-й Республіканський український піший полк, організований полковником П. Болбочаном; у 102-й піхотній дивізії українці сформували окремий курінь смерті, у 129-й піхотній дивізії було українізовано два полки та дві гарматні батареї; у 7-й кавалерійській дивізії — кінний полк. Крім того, українізації підлягали 32-й і 41-й армійські корпуси, але внаслідок сильної більшовицької агітації цього зробити так і не вдалося.
Українізація також відбувалась і на інших фронтах. На Північному фронті вояків-українців зосереджували у 21-му армійському корпусі, який став цілком українським. У 1-му кінному корпусі для українізації було виділено 14-ту кавалерійську дивізію. Крім того в 4-й кіній дивізії з'явився полк імені гетьмана І. Мазепи. На Західному фронті, де українців було порівняно небагато, їх збирали в 9-му армійському корпусі та 45-й піхотній дивізії 16-го корпусу. У Гренадерському корпусі українці утворили курінь імені С. Наливайка, у 24-му армійському — полк імені Т. Шевченка, у 129-й піхотній дивізії було українізовано один полк. З українців 3-го Сибірського корпусу і 7-ї Туркестанської дивізії було сформовано кінний полк імені К. Гордієнка, одну з найвідоміших український військових частин періоду національно-визвольної боротьби 1917—1921 рр. На Румунському фронті відбувалась українізація 10-го, 11-го, 26-го і 40-го армійських корпусів, 4-ї стрілецької, 10-ї і 12-ї кавалерійських дивізій. На Кавказькому фронті українським мав стати 5-й Кавказький корпус.
Таким чином, «українізація багнета», як тоді говорили, поступово набирала дедалі ширших масштабів. Більшою або меншою мірою, вона охопила на фронті 16 армійських корпусів, 6 піхотних і 6 кавалерійських дивізій; у тилу — 50 запасних полків, технічні частини та низку навчальних закладів, зокрема два Київські, Віленське (в Полтаві), Чугуївське військові, Єлизаветградське кавалерійське та Сергіївське артилерійське (в Одесі) училища.
25 жовтня (7 листопада) 1917 р. більшовики в Петрограді здійснили державний переворот, скинули Тимчасовий уряд, проголосили Росію республікою Рад робітничих, солдатських і селянських депутатів та сформували новий уряд, Раду народних комісарів на чолі з В. Леніним. Українська влада негативно відреагувала на ці події. 27 жовтня (9 листопада) Генеральний Секретаріат виступив із відозвою, в якій заявив, що «криваві події загрожують погубити здобутки революції», а тому він буде «рішуче боротися з усіма спробами підтримки цього повстання в Україні».
Проте більшовики, які мали в Києві близько 6 тис. своїх озброєних прихильників, не звернули уваги на це попередження. Уже 29 жовтня (11 листопада) вони намагалися силою захопити владу, але швидко зазнали поразки в сутичках із російськими військовими частинами, котрі все ще зберігали вірність поваленому Тимчасовому урядові. Проте й росіянам не вдалося закріпитись у місті.

## ІІІ Всеукраїнський військовий з'їзд
На заклик Центральної Ради, дізнавшись про більшовицький заколот, до Києва з фронту швидко прибули три українські козацькі полки — імені Б. Хмельницького, П. Полуботка та М. Грушевського. Крім того, у вирішальний момент на бік Центральної Ради перейшов 1-й георгіївський піхотний запасний полк чисельністю майже 1000 вояків (90 % з них були українцями), котрі, усунувши всіх росіян, оголосили себе 4-м Сердюцьким імені полковника І. Богуна полком. Нарешті, в Києві тоді відбувався ІІІ Всеукраїнський військовий з'їзд, на якому було близько 2,5 тис. делегатів. З огляду на серйозність ситуації вони сформували 1-й український полк охорони революції на чолі з Ю. Капканом. Таким чином, сили Центральної Ради стрімко зросли. Бачачи їхню перевагу, росіяни, які вирішили продовжувати боротьбу з більшовиками, без бою залишили місто і виїхали на Дон. Київ повністю перейшов під контроль української влади.
Придушивши виступ більшовиків і витіснивши росіян, делегати ІІІ Всеукраїнського військового з'їзду повернулися до роботи. Вони висловили цілковиту довіру Центральній Раді, але зажадали від неї «негайно проголосити повну незалежність України і приступити до створення Української армії». У військових питаннях з'їзд вимагав від Українського генерального військового комітету, аби той домагався негайного виділення всіх українців на фронті в окремі частини, цілковитої українізації всіх гарнізонів на території України, призначення своїх комісарів до всіх українізованих дивізій, створення українських частин усіх родів війська.
Рішення з'їзду підштовхнули Центральну Раду 7 (20) листопада оприлюднити ІІІ Універсал, яким проголошено Українську Народну Республіку (УНР), що охоплювала 9 губерній: Волинську, Подільську, Київську, Чернігівську, Полтавську, Харківську, Херсонську, Катеринославську і Таврійську (без Криму). Уся влада на цих територіях належала тільки Центральній Раді та Генеральному Секретаріату. Однак про незалежність у документі мова не йшла. В універсалі зазначалося:
|  | Не відділяючись від республіки Російської і зберігаючи єдність її, ми твердо станемо на нашій землі, щоб силами нашими допомогти всій Росії, щоб уся Республіка Російська стала федерацією рівних і вільних народів. |

Таким чином, попри проголошення УНР, лідери Центральної Ради продовжували розглядати Україну як автономну одиницю в складі Росії, хай навіть і федеративної, демократичної, не більшовицької.
Після ІІІ Універсалу відносини між Центральною Радою і ленінським Раднаркомом почали швидко загострюватись. Конфлікту було не уникнути. За цих умов в Києві починається інтенсивна робота, спрямована на створення власних збройних сил, здатних захистити щойно проголошену республіку від зазіхань політичних узурпаторів-більшовиків. Із цією метою в листопаді 1917 р. Український генеральний військовий комітет було реорганізовано в Генеральний секретаріат військових справ, головою якого став С. Петлюра, а його помічником — В. Кедровський. Це була не просто зміна назви установи. Для військового відомства це означало збільшення компетенції, розширення кола обов'язків, підвищення правового статусу до рівня інших секретаріатів уряду. Одним із перших кроків С. Петлюри на цій посаді стало заснування Українського генерального військового штабу, начальником якого став генерал Б. Бобровський, а його помічниками — генерал В. Пащенко і підполковник О. Сливинський. Таким чином, було засновано головні органи центрального військового управління УНР.
23 листопада (6 грудня) 1917 р. С. Петлюра видав наказ про об'єднання військ Південно-Західного і Румунського фронтів у новий Український фронт, який буде підпорядкований не російській більшовицькій, а українській владі. Командувачем фронту, за наполяганням С. Петлюри було призначено генерала Д. Щербачова, котрий до того очолював Румунський фронт. Наступним кроком стало розпорядження С. Петлюри про демобілізацію всіх солдатів-росіян Українського фронту, а також усіх офіцерів, які не хотіли служити Центральній Раді. Також він закликав роззброїти збільшовичені частини, але в цьому питанні зустрів категоричну відмову В. Винниченка, котрий закликав боротися з більшовиками виключно ідейними методами.
Продовжувалося й створення нових військових частин. У листопаді 1917 р. з полонених вояків австро-угорської армії української національності, а також біженців і виселенців із західно-українських земель у Києві починається формування Галицько-Буковинського куреня січових стрільців, який початково ввійшов до складу 1-го українського запасного імені гетьмана П. Дорошенка полку. Першим командиром куреня став російський офіцер О. Лисенко. Організація підрозділу йшла досить швидко, тож наприкінці року в ньому налічувалося вже 500 вояків.
Так само в листопаді новий, уже український командувач Київського військового округу полковник В. Павленко з подання С. Петлюри ініціював створення двох Сердюцьких дивізій, котрі замислив як розквартировані в столиці елітні з'єднання, аналог російської гвардії. Назва «Сердюцькі» була обрана невипадково — вона мала нагадувати про сердюцькі полки гетьмана Івана Мазепи, котрі загинули, захищаючи Батурин у 1708 р. До складу 1-ї дивізії на чолі котрої став підполковник Ю. Капкан, увійшли піші полки імені Б. Хмельницького, П. Полуботка, П. Дорошенка й І. Богуна, курінь імені Т. Шевченка, курінь Смерті, 1-й кінний полк «Вільної України» та 1-ша гарматна бригада імені М. Грушевського. До 2-ї дивізії генерала О. Грекова увійшли піші полки імені М. Грушевського, П. Сагайдачного, Т. Шевченка, С. Наливайка. Невдовзі 3-тю Сердюцькою себе оголосила українізована 9-та кавалерійська дивізія. В усіх дивізіях запроваджено сувору військову дисципліну, єдність управління, заборонено діяльність виборних комітетів, а для залучення вояків навіть введено новий, мальовничий однострій.
Невдовзі сердюки виправдали покладені на них сподівання. 1-ша дивізія підполковника Ю. Капкана зірвала плани більшовиків удруге захопити владу в Києві. Вранці 30 листопада (12 грудня) 1917 р. вона роззброїла збільшовичені частини київського гарнізону й робітничі загони «червоної гвардії» заводу «Арсенал» та інших підприємств — усього майже 7 тис. осіб, які збиралися підняти повстання проти Центральної Ради. Вояків-росіян залізничними ешелонами під охороною відправлено до Росії, а українців демобілізовано й розпущено по домівках. Тоді ж збільшовичені частини було роззброєно ще в 10 містах України. Водночас 1-й український корпус генерала П. Скоропадського, узявши під свій контроль залізниці Жмеринка — Козятин і Шепетівка — Вапнярка — Козятин, успішно зупинив просування на Київ розагітованих солдатів 2-го гвардійського корпусу під командуванням Євгенії Бош. При цьому вояків-росіян так само під конвоєм висилали до Росії.
Після двох невдалих спроб здійснити державний переворот і повалити владу Центральної Ради більшовики врешті вдаються до відкритої агресії проти УНР. 4 (17) грудня УЦР одержала радіограму з Петрограда від уряду радянської Росії (її автором був Л. Троцкий, а В. Ленін з Й. Сталіним редагували написаний текст). У ній ішлося про те, що Раднарком підтверджує право всіх націй, пригноблених російським самодержавством, на самовизначення й відокремлення від Росії, визнає Народну Українську Республіку, її право цілком відокремитися від Росії «негайно, без обмежень та безумовно». Однак за цим ішло звинувачення Центральної Ради в тому, що, «прикриваючись національними фразами, вона веде двозначну буржуазну політику, яка давно вже виявляється в невизнанні Радою… радянської влади на Україні», а тому Раднарком не може вважати її «повноважним представником трудових і експлуатованих мас Української Республіки». Далі автори телеграми висували Центральній Раді чотири вимоги ультимативного характеру:
1. відмовитися від «дезорганізації спільного фронту», інакше кажучи, від українізації військ і створення власних збройних сил;
2. не пропускати без дозволу петроградського командування жодних військових частин, які прямують на Дон, Урал та в інші місцевості, де концентруються антибільшовицькі сили;
3. допомагати «червоним» військам боротися з їхніми ворогами-«контрреволюціонерами», зокрема з генералом О. Каледіним на Донщині.
4. припинити роззброєння на своїй території збільшовичених військових частин і загонів робітничої «червоної гвардії» та повернути зброю всім, у кого її було відібрано.

Остання вимога прямо стосувалася тих 7 тис. осіб, яких за кілька днів до того роззброїли сердюки Ю. Капкана. На позитивну відповідь Раднарком давав Центральні Раді 48 годин. За інших умов він буде вважати УЦР «у стані відкритої війни проти радянської влади в Росії й на Україні».
Телеграма Раднаркому надійшла саме в той момент, коли в Києві розпочав роботу Всеукраїнський з'їзд рад, який місцеві більшовики планували використати для того, щоб усунути від влади Центральну Раду. Однак на з'їзді вони опинилися в меншості й не змогли провести потрібне їм рішення. Натомість делегати підтримали УЦР і 7 (20) грудня рішуче відкинули ленінський ультиматум. Тоді більшовицька фракція в повному складі залишила Київ і переїхала до Харкова, де влаштувала власний Всеукраїнський з'їзд рад, котрий 12 (25) грудня проголосив Україну Республікою Рад робітничих, солдатських і селянських депутатів, визнав її федеративною частиною радянської Росії, поширив на неї чинність усіх ленінських декретів. Зрозуміло, що петроградський Раднарком визнав саме «харківську» радянську Україну справжнім виразником інтересів «трудових мас» українського населення й був готовий надати їй необхідну допомогу в боротьбі проти «буржуазної» Центральної Ради.
Уже 13 (26) грудня російські «червоні» війська, що впродовж тривалого часу концентрувалися в Харкові нібито для подальшого руху на Дон для придушення виступу генерала О. Каледіна, несподівано напали на станцію Лозова, а через два дні на місто Чугуїв. 15 (28) грудня відбулося засідання Генерального Секретаріату УНР. Голова уряду В. Винниченко не вірив у реальність справжньої війни і запропонував спочатку «запитати Раду Народних Комісарів, воює вона чи ні… вимагати припинити воєнні дії в Україні, відкликати з України російські війська». Натомість, С. Петлюра пропонував негайно почати наступ на Харків, переконуючи, що в нього вистачить сил узяти цей оплот більшовиків і захистити кордони УНР. Ще за три дні до того він уже віддав розпорядження перекинути українські частини на схід, щоб узяти там під контроль станції Лозова, Синельникове, Олександрівськ (нині Запоріжжя), Ясинувата й інші важливі транспортні вузли. Однак замість того щоб боротися з ворогом, уряд УНР вирішив 18 (31) грудня відправити у відставку генерального секретаря військових справ С. Петлюру, прихильника рішучих дій. Офіційне формулювання — «за перевищення повноважень». Справжньою причиною була особиста неприязнь до С. Петлюри голови уряду В. Винниченка, котрий заздрив його популярності у військах, звинувачував у «бонапартизмі», прагненні до встановлення військової диктатури і вважав його головним винуватцем у конфлікті з ленінським Раднаркомом. Він сподівався, що відставкою С. Петлюри вдасться уникнути масштабної війни з радянською Росією.
З усуненням С. Петлюри було покладено край його починанням, спрямованим на будівництво регулярних збройних сил. Так, було звільнено з посади командувача Київського військового округу полковника В. Павленка, та розформовано створені за його ініціативою Сердюцькі дивізії. 24 грудня (6 січня) через незгоду з політикою Центральної Ради подав у відставку й командир 1-го українського корпусу генерал П. Скоропадський. Його вихід призвів до кризи управління і швидкої дезорганізації доти дисциплінованого з'єднання, вояки якого в січні 1918 р. піддалися загальній хвилі демобілізації.

## Продовження
Новий Генеральний секретар військових справ М. Порш абсолютно не відповідав ані високій посаді, ані складній військово-політичній ситуації. Йому катастрофічно бракувало твердості й рішучості, а головне — фахових знань у військовій галузі. Він так і не спромігся видати чітких розпоряджень щодо організації оборони республіки. Натомість його захопила ідея побудови нового українського війська на добровольчій основі. Він свято вірив у те, що таким чином за два місяці йому вдасться набрати боєздатну армію чисельністю щонайменше 100 тис. вояків.
Усунутий з посади С. Петлюра взявся за створення в Києві особливого добровольчого відділу — Гайдамацького коша Слобідської України, з яким збирався самостійно йти на Харків (звідси в назві Слобожанщина). Кіш складався з куренів «чорних» і «червоних» гайдамаків, отаманської сотні та гарматного дивізіону. До «чорних» гайдамаків записувалися в основному юнкери 2-ї української військової школи, а до «червоних» — старшини-добровольці. Загальна чисельність особового складу відділу становила приблизно 300 вояків, дисциплінованих і вмотивованих борців за незалежність України.
Поки В. Винниченко ніяк не міг зрозуміти, чи воює з ним Петроград, поки генеральний секретар М. Порш обмірковував свої грандіозні як масштабами, так і утопічністю плани, «червоні» війська поступово розширювали підконтрольну територію. 26-27 грудня (8-9 січня) вони зайняли Луганськ і Маріуполь, 28 грудня (10 січня) роззброїли в Харкові українські частини, 29 грудня (11 січня) захопили Катеринослав, 2 (15) січня — Олександрівськ, Синельникове, Куп'янськ, 4 (17) Суми, 6 (19) Полтаву, 9 (21) Конотоп. Дезорганізовані українські частини, кинуті у відповідальний момент політичними лідерами фактично напризволяще, чинили слабкий, неорганізований опір, а дехто, як наприклад у Чернігові та Ніжині, заявив про свій нейтралітет і навіть став відкрито підігравати «червоним». Час і можливості для наступу на ворога було втрачено. Сподівання на українізовані частини, які мали прибути в Україну з різних ділянок фронту теж не справдились.
|                     | Усі ці полки, що утворилися революційно, а їм нема ні назви, ні числа, були тільки випадковим зібранням людей, яке розкладалося негайно, доторкнувшись української території, бо їх гаслом було - «додому». Так розклався український полк з Москви, який ішов «славити визволення України», та витримав лише одну параду; так зник полк імені Т. Шевченка, який зібрався проти волі більшовиків з частин запасу гвардії в Петербурзі... Він зумів лиш «зробити порядок» у складах на Печерську та в момент гострої боротьби за Київ 1917-1918 років, тримаючи нейтралітет, зник, не залишивши в історії навіть дати, коли його нестало. |
| — генерал В. Петрів | |

Генерал В. Петрів мав цілковите право на таке критичне висловлювання, адже створений ним на Західному фронті кінний полк імені К. Гордієнка був чи не єдиною частиною, яка не тільки прибула до України, але й негайно стала до боротьби з ворогом!
Ворожі війська дедалі наближалися до Києва. Однак у відповідь на це 4 (17) січня генеральний секретар М. Порш видав накази… про негайну демобілізацію українських регулярних частин, розпуск старої армії та ліквідацію офіцерських чинів. Таким чином, перед ворожим наступом УНР сама, добровільно ліквідувала українізовані частини і поставила хрест на своїх регулярних збройних силах. Їх планували замінити ополченням свідомих громадян. Керівники Центральної Ради й лідери найвпливовіших українських партій (соціал-демократів, соціал-революціонерів, соціалістів-федералістів) не приділяли належної уваги організації власного війська, не розуміли його важливого значення для держави. Український військовий рух вони розглядали лише як один із козирів у боротьбі з центральною російською владою для досягнення свої поміркованих вимог. Саме тут і криється коріння антимілітаристського курсу соціалістичних лідерів Центральної Ради, котрі фактично відмовилися від творення війська. З цього приводу В. Винниченко писав:
|                 | Не своєї армії нам, соціал-демократам і всім щирим демократам, треба, а знищення всяких постійних армій. |
| — В. Винниченко | |

Подібного роду утопічні ідеї невдовзі було закріплено в IV Універсалі Центральної Ради, прийнятому 9 (22) січня 1918 р. У цьому історичному документі, що його написав все той же В. Винниченко, проголошено цілковиту незалежність УНР, але разом із тим сказано й таке:
|  | Розпустити армію зовсім, а потім замість постійної армії звести народну міліцію, щоб військо наше служило охороні робочого народу, а не бажанням пануючих верств. |

Такими закликами й офіційними рішеннями українському військовому руху було завдано дуже небезпечного удару, у складний і драматичний момент позбавлено головної мети боротьби, до якої він прямував, — побудови регулярної національної армії.
Треба сказати, що сама по собі міліційна організація збройних сил не була аж такою шкідливою (сьогодні за цим прикладом будується швейцарська армія), але запорукою її успішного втілення є високий рівень патріотизму та національної свідомості населення, готового стати на захист своєї держави. Тож діячі Центральної Ради виявилися не на висоті, продемонструвавши політичну незрілість і недалекоглядність. Вони пливли за течією, не встигали за швидкими змінами ситуації, не керували народними масами, а діяли під їх впливом. Така інертність, прикрита красивою фразою і театральною позою, у полеміці з консервативним російським Тимчасовим урядом приносила діячам Центральної Ради певні дивіденди. їм вірили, вони мали симпатію українського населення. Однак після того як владу в Петрограді захопили ультраліві радикали-більшовики, все змінилося. Через свою політичну наївність і нерішучість українські лідери програли більшовикам вирішальний двобій за свідомість вояків. Не гвинтівками й гарматами, а вміло побудованою на популістських гаслах пропагандою ленінські агітатори вивели з-під ідейного впливу поміркованих українських партій більшу частину солдатів українізованих частин. Утомлені війною, вони прагнули якнайшвидше повернутися додому, щоб ділити поміщицьку землю. У цій ситуації, за словами В. Винниченка, діячі Центральної Ради з сумом спостерігали, як на їх очах «полки імені різних гетьманів, які так свідомо, так струнко, так рішуче вступали в столицю України для оборони й захисту її, які так веселили всі національні серця своєю національною свідомістю, щирістю, жовто-блакитними прапорами й українськими піснями, які так гучно кричали „славу“ українській владі, ці полки через якусь пару тижнів дивним способом спочатку губили своє завзяття, потім упадали в апатію, в „нейтралітет“ до більшовиків, а потім… повертали разом з тими більшовиками свої українські багнети проти нас».